# Pezotmethis tartarus
Pezotmethis tartarus är en insektsart som först beskrevs av Henri Saussure 1884.  Pezotmethis tartarus ingår i släktet Pezotmethis och familjen Pamphagidae.

## Underarter
Arten delas in i följande underarter:
- P. t. montanus
- P. t. tartarus